# Coupe d'Asie des clubs champions 1997-1998
Navigation
Édition précédente Édition suivante
La Coupe d'Asie des clubs champions 1997-1998 voit le sacre du tenant du titre, le club des Pohang Steelers qui bat le club chinois de Dalian Wanda en finale au Hong Kong Stadium de Hong Kong. C'est le deuxième succès en Coupe d'Asie pour le club de Pohang.

## Tour préliminaire

### Asie centrale
| Équipe 1           | Résultat | Équipe 2         | Aller | Retour |
| ------------------ | -------- | ---------------- | ----- | ------ |
| Metallurg Kadamjaï | 2 - 4    | Dinamo Douchanbé | 2 - 1 | 0 - 3  |

## Premier tour

### Asie de l'Ouest
| Équipe 1              | Résultat | Équipe 2              | Aller | Retour |
| --------------------- | -------- | --------------------- | ----- | ------ |
| Sur Club              | 0 - 9    | Al-Zawra'a SC         | 0 - 5 | 0 - 4  |
| Al-Ansar              | 3 - 1    | Al-Arabi SC           | 2 - 1 | 1 - 0  |
| Al Wehda Club Sanaa   | -        | Al Nasr Dubaï forfait | -     | -      |
| forfait Al Hilal Club | -        | Al-Rayyan SC          | -     | -      |

### Asie centrale
| Équipe 1          | Résultat | Équipe 2         | Aller | Retour |
| ----------------- | -------- | ---------------- | ----- | ------ |
| Navbahor Namangan | 4 - 2    | Dinamo Douchanbé | 3 - 0 | 1 - 2  |
| FK Taraz          | 2 - 4    | Nisa Achgabat    | 2 - 2 | 0 - 2  |

### Asie de l'Est
| Équipe 1                       | Résultat | Équipe 2               | Aller  | Retour |
| ------------------------------ | -------- | ---------------------- | ------ | ------ |
| Pohang Steelers (T)            | 13 - 0   | Mohammedan SC          | 11 - 0 | 2 - 0  |
| Victory SC                     | 4 - 3    | Mahendra Police Club   | 3 - 2  | 1 - 1  |
| Finance and Revenue            | 4 - 0    | Saunders SC            | 1 - 0  | 3 - 0  |
| Churchill Brothers Sports Club | 1 - 2    | Đồng Tháp FC           | 0 - 1  | 1 - 1  |
| Persebaya Surabaya             | 2 - 6    | Ulsan Hyundai Horang-i | 1 - 2  | 1 - 4  |
| Kashima Antlers                | 8 - 2    | Geylang United FC      | 6 - 1  | 2 - 1  |
| Selangor FA                    | 0 - 2    | South China AA         | 0 - 0  | 0 - 2  |
| Dalian Wanda                   | 4 - 2    | Bangkok Bank Limited   | 4 - 2  | 0 - 0  |

## Huitièmes de finale

### Asie de l'Ouest
| Équipe 1      | Résultat | Équipe 2            | Aller | Retour |
| ------------- | -------- | ------------------- | ----- | ------ |
| Al-Zawra'a SC | 0 - 2    | Persepolis FC       | 0 - 0 | 0 - 2  |
| Al-Ansar      | 4 - 0    | Al Wehda Club Sanaa | 2 - 0 | 2 - 0  |
| Al-Hilal FC   | 3 - 2    | Al-Rayyan SC        | 3 - 2 | 0 - 0  |

### Asie centrale
| Équipe 1          | Résultat | Équipe 2      | Aller | Retour |
| ----------------- | -------- | ------------- | ----- | ------ |
| Navbahor Namangan | 8 - 3    | Nisa Achgabat | 6 - 1 | 2 - 2  |

### Asie de l'Est
| Équipe 1               | Résultat | Équipe 2        | Aller  | Retour |
| ---------------------- | -------- | --------------- | ------ | ------ |
| Pohang Steelers (T)    | 15 - 0   | Victory SC      | 12 - 0 | 3 - 0  |
| Finance and Revenue    | 4e - 4   | Đồng Tháp FC    | 0 - 1  | 4 - 3  |
| Ulsan Hyundai Horang-i | 2 - 6    | Kashima Antlers | 1 - 5  | 1 - 1  |
| South China AA         | 1 - 6    | Dalian Wanda    | 0 - 4  | 1 - 2  |

## Quarts de finale
Les 8 équipes qualifiées sont réparties en 2 poules géographiques de 4 équipes qui s'affrontent une fois. Les deux premiers de chaque poule se qualifient pour les demi-finales.

### Asie de l'Est
- Matchs disputés au Liban

| Rang | Équipe            | Pts | J | G | N | P | Bp | Bc | Diff |  | Résultats (▼ dom., ► ext.) |  |     |     |     |
| ---- | ----------------- | --- | - | - | - | - | -- | -- | ---- |  | -------------------------- |  | --- | --- | --- |
| 1    | Persepolis FC     | 7   | 3 | 2 | 1 | 0 | 3  | 1  | +2   |  | Persepolis FC              |  | 1-0 | 1-1 | 1-0 |
| 2    | Al-Hilal FC       | 6   | 3 | 2 | 0 | 1 | 6  | 3  | +3   |  | Al-Hilal FC                |  |     | 3-1 | 3-1 |
| 3    | Navbahor Namangan | 2   | 3 | 0 | 2 | 1 | 2  | 4  | -2   |  | Navbahor Namangan          |  |     |     | 0-0 |
| 4    | Al-Ansar          | 1   | 3 | 0 | 1 | 2 | 1  | 4  | -3   |  | Al-Ansar                   |  |     |     |     |

### Asie de l'Ouest
- Matchs disputés à Ningbo, au Zhejiang en Chine

| Rang | Équipe              | Pts | J | G | N | P | Bp | Bc | Diff |  | Résultats (▼ dom., ► ext.) |  |     |     |     |
| ---- | ------------------- | --- | - | - | - | - | -- | -- | ---- |  | -------------------------- |  | --- | --- | --- |
| 1    | Pohang Steelers     | 6   | 3 | 2 | 0 | 1 | 8  | 4  | +4   |  | Pohang Steelers            |  | 1-2 | 2-1 | 5-1 |
| 2    | Dalian Wanda        | 6   | 3 | 2 | 0 | 1 | 7  | 4  | +3   |  | Dalian Wanda               |  |     | 1-2 | 4-1 |
| 3    | Kashima Antlers     | 6   | 3 | 2 | 0 | 1 | 6  | 3  | +3   |  | Kashima Antlers            |  |     |     | 3-0 |
| 4    | Finance and Revenue | 0   | 3 | 0 | 0 | 3 | 2  | 12 | -10  |  | Finance and Revenue        |  |     |     |     |

## Tableau final
- Toutes les rencontres sont disputées au Hong Kong Stadium, de Hong Kong.

|  | Demi-finales    | Demi-finales    |                        |       | Finale | Finale |
|  | Demi-finales    | Demi-finales    |                        |       | Finale | Finale |
|  |                 |                 |                        |       |        |        |
|  |                 |                 |                        |       |        |        |
|  |                 |                 |                        |       |        |        |
|  | Persepolis FC   | 0               |                        |       |        |        |
|  | Persepolis FC   | 0               |                        |       |        |        |
|  | Dalian Wanda    | 2               |                        |       |        |        |
|  | Dalian Wanda    | 2               | Dalian Wanda           | 0 (5) |        |        |
|  |                 |                 | Dalian Wanda           | 0 (5) |        |        |
|  |                 | Pohang Steelers | 0 (6)                  |       |        |        |
|  | Al-Hilal FC     | Pohang Steelers | 0 (6)                  | 0     |        |        |
|  | Al-Hilal FC     |                 |                        | 0     |        |        |
|  | Pohang Steelers | 1               |                        |       |        |        |
|  | Pohang Steelers | 1               | Match pour la 3e place |       |        |        |
|  |                 |                 |                        |       |        |        |
|  |                 |                 |                        |       |        |        |
|  |                 |                 |                        |       |        |        |
|  | Al-Hilal FC     | 4               |                        |       |        |        |
|  | Al-Hilal FC     | 4               |                        |       |        |        |
|  | Persepolis FC   | 1               |                        |       |        |        |
|  | Persepolis FC   | 1               |                        |       |        |        |